# Atlético Bucaramanga Femenino
El Atlético Bucaramanga es un club de fútbol femenino de Colombia. Se encuentra ubicado en la ciudad de Bucaramanga y milita en la Liga Profesional de fútbol, la máxima competición de fútbol femenino en Colombia.

## Temporada 2017

### Convenio con Club Botín de Oro Femenino
La División Mayor del Fútbol Colombiano (Dimayor), anunció a principios del 2016, la creación de la Liga Profesional Femenina de fútbol de Colombia, dando así inicio al fútbol femenino profesional. Con este anuncio, el club de fútbol femenino Botín de Oro, uno de los equipos más representativos del departamento de Santander, empezó a buscar una alianza con el equipo más representativo de la ciudad de Bucaramanga para participar en la Liga Femenina. 
Expencer Alexander Uribe, estratega del Club Botín de Oro y un experimentado técnico de selecciones departamentales de fútbol femenino en Santander y Selección Colombia, logró formar alianza de ambos clubes para crear el Atlético Bucaramanga Femenino. El 7 de diciembre de 2016 se hace la oficialidad de Uribe como nuevo timonel de 'las Leopardas'.

### Fase del Grupo A - partidos de ida
En el primer campeonato de la Liga Femenina en Colombia (Liga Femenina Águila por cuestiones de patrocinio), Atlético Bucaramanga obtuvo su participación en el Grupo A del certamen junto con otros cinco equipos participantes. Estos clubes son: Envigado Formas Íntimas, Unión Magdalena, Real Cartagena, Real Santander y Alianza Petrolera.
Su debut en la liga profesional fue el 19 de febrero de 2017 en la Cancha Marte, recinto deportivo aledaño al Estadio Departamental Alfonso López. Su rival fue Envigado Formas Íntimas, quien logró la victoria en el último minuto del compromiso gracias a un gol de Geraldine Cardona, hermana del reconocido futbolista Edwin Cardona.
Las nómina de jugadoras quienes hicieron parte del primer partido oficial del equipo femenino de Atlético Bucaramanga fueron:
Titulares: Adriana García; Diana Bolívar, Neidis Durán, Daniela Arias, Thairis Álvarez;, Silvia Quintero, Mayra Niño, Wendy Cárdenas; Laura Lozano, Nathalia Hernández y Manuela González.
Suplentes: Greys Galvis, Linda Rangel, Andrea Vega, Johana Parada, Ingrid Pabón
Para la segunda fecha del campeonato y oficiando nuevamente como local, 'Las Auriverdes' lograron obtener su primer triunfo de la liga profesional tras vencer en el clásico metropolitano a Real Santander por un marcador de 4 a 0. Esta vez las anotadoras fueron Manuela González en dos ocasiones, Mayra Niño y la capitana Silvia Quintero mediante un tiro libre en el último minuto. Cabe resaltar que los tres primeros goles fueron asistidos por la volante Nathalia Hernández Lagos.
Después, Atlético Bucaramanga Femenino disputaría en la tercera fecha del Grupa A al equipo de Real Cartagena en el Estadio Jaime Morón. El encuentro terminó en derrota para las bumanguesas por un marcador de 2-1. Las anotadoras del encuentro para las locales fueron Kelis Peduzine y Rocío Velásquez, mientras que por el equipo santandereano marcó Diana Bolívar.
La cuarta fecha del grupo A enfrentaban a los equipos de Alianza Petrolera frente a Atlético Bucaramanga en el estadio Daniel Villa Zapata, en esta ocasión el equipo de 'Las Leopardas' venció por un marcador de 4-2 al club aurinegro con un gol de Wendy Cárdenas y un triplete de Manuela González. Por parte del equipo petrolero marcaron la guatemalteca María Amanda Monterroso y Brenda Muñoz. Cabe resaltar que en ese mismo partido salió expulsada la defensora central de Neidis Durán para desventaja de las canarias.
En la quinta jornada, el conjunto de las bumanguesas recibió al equipo de Unión Magdalena en la Cancha Marte en su horario habitual (domingo diez de la mañana) y ante la alta temperatura del clima el club santandereano logró ganar por la mínima diferencia. La anotación fue lograda por la delantera Manuela González, tras una asistencia de la venezolana Andreína Peraza. No obstante, en ese mismo partido Manuela González tuvo una opción clara de gol de media distancia, pero su remato pegó en el travesaño, desvaneciendo su oportunidad de marcar doblete en el compromiso.

### Fase de Grupo A - partidos de vuelta

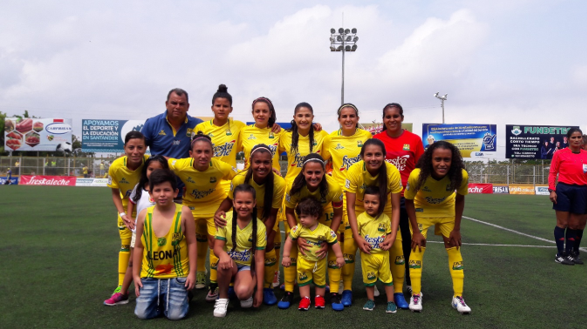
Atlético Bucaramanga Femenino en la Cancha Marte.

En la fecha seis de la Liga Femenina en Colombia, el Club Atlético Bucaramanga Femenino visitaba al conjunto de Envigado Formas Íntimas en el Estadio Polideportivo Sur, elenco que llevaba un invicto de cinco fechas consecutivas con victoria. Previo a este partido, en el desarrollo de la semana el cuerpo técnico inscribió a tres jugadoras en el equipo profesional las cuales fueron la valduparense Marlen Gallego de Ávila y las canteranas Daniela Hernández y Nicol Julieth Camacho. Esta última fue convocada para el compromiso frente al club naranja.
Para infortunio de 'Las Leopardas' las locales abrieron el marcador mediante Maireth Pérez desde el minuto cuatro del compromiso. Además, en el minuto 25 la volante Wendy Cárdenas salió lesionada, lo cual generó el debut de la Sub-20 Nicol Camacho, primera jugadora profesional del municipio de Vélez para el Club Atlético Bucaramanga y primera de la categoría juvenil. Sin embargo, en el segundo tiempo el club antioqueño logró ampliar la cuenta gracias a un gol de María Helena Hurtado y dejar la cifra concreta de un 2-0.
La jornada séptima del campeonato colombiano estipulada el clásico metropolitano entre Real Santander y Atlético Bucaramanga en el estadio Álvaro Gómez Hurtado. El club del profesor Expencer Uribe logró triunfar por un marcador de 2-1 con un gol de la defensora central Daniela Arias y un autogol de Karen Romero. Por parte del equipo albo marcó la jugadora Adriana Ojeda. Cabe resaltar en este partido la titularidad de Nicol Camacho y el gran juego de la lateral por izquierda Ingrid Juliana Pabón. Además en este encuentro Manuela González tuvo dos disparos en los palos.
Para la fecha ocho de la Liga Femenina en Colombia, el Club Atlético Bucaramanga Femenino recibía a Real Cartagena en la Cancha Marte, un duelo de rivales directos para la clasificación a segunda ronda. En este compromiso 'Las Leopardas' lograron ganar por un marcador de 2-1 gracias a la anotación de Thairis Álvarez de penal, tras una falta sobre la juvenil Nicol Camacho, y Manuela González con una soberbia definición tras una asistencia de la capitana Silvia Quintero. El equipo visitante descontaría en el último minuto con gol de Kelli Peduzine desde los doce pasos.

### La clasificación anticipada - Póker de Manuela González
La penúltima fecha del certamen femenino indicaba la localía de 'Las Leopardas' frente a Alianza Petrolera. Para este compromiso la protagonista sería Manuela González, quien tras una sequía de dos partidos sin marcar lograría concretar cuatro dianas en la Cancha Marte, logrando la hazaña de la primera jugadora en anotar un póker en la Liga Femenina de Colombia. El gol más recordado de este encuentro fue el primero, tras un quite de Silvia Quintero que deja el balón en el aire, Manuela recibe la esférica de espaldas al arco y con su pecho baja la pelota para patear con potencia mediante su pie derecho y ubicar la anotación en el palo derecho de la arquera rival. Además, la goleadora del compromiso fue expulsada del partido tras doble tarjeta amarilla, determinando su ausencia en la última fecha.Este resultado frente a Alianza Petrolera generó la clasificación anticipada de Atlético Bucaramanga Femenino a los cuartos de final de Liga Femenina Águila.

### Último partido fase de grupos
En la última fecha las santandereanas debían enfrentar a Unión Magdalena en el Estadio Julia Turbay en el municipio de El Carmen de Bolívar. En esta ocasión las auriverdes luchaban por el segundo o tercer lugar del grupo A y determinar su rival par la siguiente ronda. Tras fuertes lluvias previos al compromiso y con la ausencia de su goleadora Manuela González, el equipo de Expencer Uribe cayó derrotado por un marcador de 2-1. La anotación auriverde fue obra de un autogol de Andrea Pérez en propia puerta y tras un remate de la volante creativa Nathalia Hernández. Los dos goles del equipo costeño fueron conseguidos por la venezolana Cinthya Zarabia.

### Cuartos de final - Bucaramanga Vs Orsomarso
Ante la clasificación a la segunda ronda, el fixture indicaba que por terminar en segundo lugar del grupo, el Club Atlético Bucaramanga Femenino debía enfrentar al primero del Grupo C, que en ese caso fue Orsomarso SC.

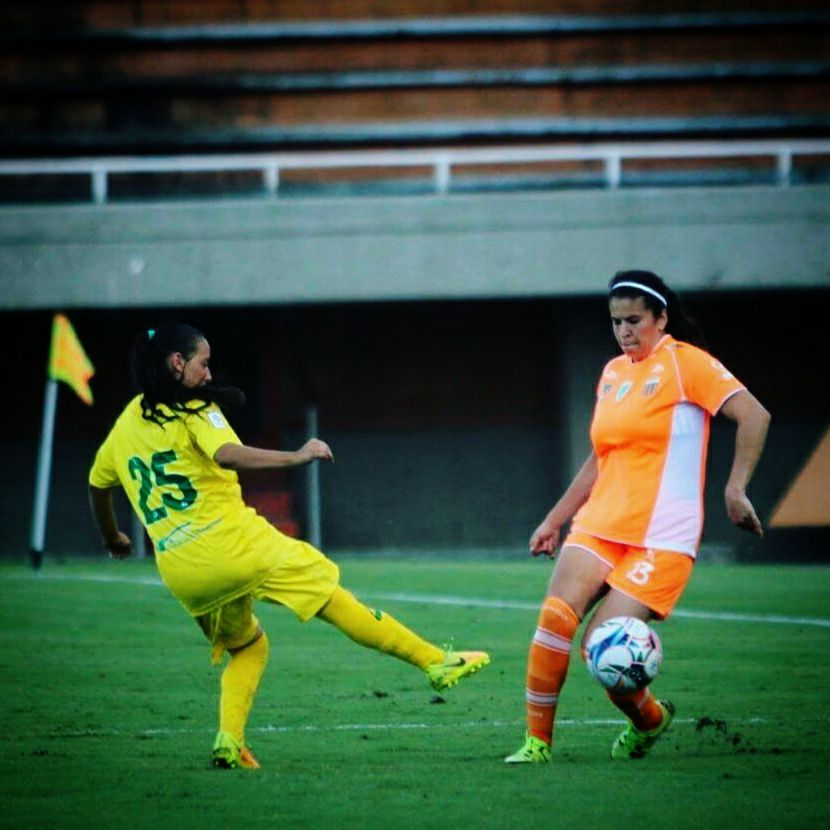
Nicol Camcho, primera jugadora sub-20 en debutar con Atlético Bucaramanga.

Para el partido de ida en la Cancha Marte, el club santandereano tuvo un compromiso difícil en el primer tiempo tras no poder marcar en el arco de Iris Maturín, arquera del conjunto rival. No obstante, para los primeros minutos de la segunda parte, 'Las Leopardas' lograron anotar mediante Neidis Durán tras un tiro libre ejecutado por Silvia Quintero. Con la tranquilidad de ir en ventaja, las dirigidas por Expencer Uribe tomaron confianza  aumentaron el marcador gracias a un tanto de Manuela González quien recibió la asistencia de Andreína Peraza. Al final el marcador reflejó una victoria 2-0 para las bumanguesas de cara para el partido en Palmira.
En el partido de vuelta las santandereanas sufrirían la ausencia de Andreína Peraza, tras una molestia en su menisco que determinaba una pronta cirugía y perderse el resto del campeonato. Además, la lateral por derecha Thairis Álvarez obtuvo una molestia en los entrenamientos en la rodilla. Las reemplazantes Dayana Zárate y Wendy Cárdenas no hicieron notar las bajas del equipo auriverde.
Para este encuentro 'Las Leopardas' lograron anotar en primer lugar, gracias a su goleadora Manuela González, quien recepcionó una asistencia de la manizalita Irma Castillo Solano, estableciendo el 3-0 global de la serie. No obstante, a los 33 minutos de juego la juvenil Nicol Camacho fue expulsada del compromiso, dejando al club de Expencer Uribe con diez jugadoras. Para complicaciones de la escuadra bumanguesa, Orsomarso logró anotar al finalizar la primera parte con un gol de Farlin Caicedo.
Al comenzar la segunda etapa Orsomarso arremetió contra el equipo de 'Las Leopardas' generando su segunda anotación y estableciendo el 3-2 global. Con elementos de mala definición, las atajadas de la portera Adriana García y la perpetua lucha de la línea defensiva, el Club Atlético Bucaramanga Femenino logró soportar el marcador y avanzar a las semifinales del campeonato.

### Semifinales - Bucaramanga Vs Santa Fe
Para el partido de semifinales el Atlético Bucaramanga enfrentaría a uno de los candidatos por el título; Independiente Santa Fe. Con las ausencias de Andreína Peraza por lesión en su menisco, Nicol Camacho por expulsión en el partido anterior y Manuela González por un desgarro muscular, el equipo de Expencer Alexander Uribe no poseía cartas de ofensividad para enfrentar al equipo cardenal.

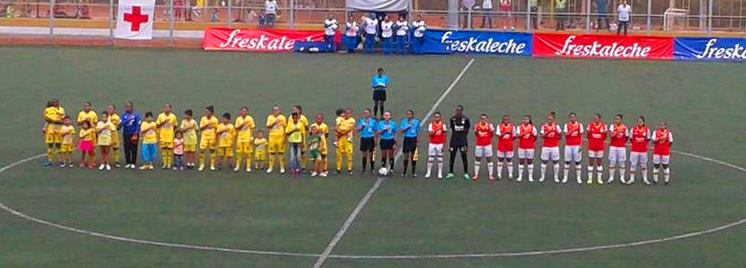
Bucaramanga Vs Santa Fe - Junio 4 de 2017 -Liga Águila Femenina - Cancha Marte.

Ante las tribunas completamente llenas de hinchas santandereanos, con orquesta de la barra Fortaleza Leoparda Sur, el ambiente de fiesta se hacía sentir en la Cancha Marte. El encuentro disputado en la gramado sintético fue muy parejo. Independiente Santa Fe dominaba la posesión del balón, pero 'Las Leopardas´ exhibían su fortaleza defensiva, habilidad que tanto había destacado al club durante la fase de grupos cuando disputaban los encuentros en 'El templo de fútbol santandereano'. Al finalizar la primera parte del compromiso, el conjunto visitante abrió el marcador mediante la costarricense Melissa Herrera, tras un centro aéreo de Leicy Santos. Para la segunda parte,  Bucaramanga tuvo el empate a través de un tiro libre de Thairis Álvarez que por poco conecta de cabeza Daniela Arias. Sin embargo, el marcador estipuló el 0-1 final en suelo bumangués.
En el partido de vuelta, Atlético Bucaramanga Femenino no pudo recuperar al cien por ciento a su goleadora Manuela González, descartando así su ficha principal en la línea ofensiva. 'Las Leopardas' mostraron un buen espectáculo en el primer tiempo logrando un marcador de 0-0 y las destacada actuación de su arquera Adriana García quien atajó un penal a la venezolana Oriana Altuve. Sin embargo, para la segunda parte, Independiente Santa Fe logró anotar a través de un tiro libre de Nancy Acosta. Minutos después, la central Daniela Arias fue expulsada y dejó a las canarias con 10 jugadoras. Este factor conllevó a desvanecer la fortaleza defensiva de las santandereanas y la facilidad de las llegadas del conjunto local, quien a través de Liana Salazar y Leicy Santos establecieron el 3-0 en el Campín. A pesar del ingreso de Manuela González en los últimos 20 minutos, el club de Expencer Uribe no logró convertir en el arco de Kimimka Forbes generando así su eliminación de la Liga Femenina.

### La Cancha Marte un fortín de puntos para 'Las Leopardas'
Previo al inicio de la Liga Femenina 2017 y tras evaluar varias posibilidades de escenario principal para sus partidos oficiales, el cuerpo técnico de ' las leopardas' decide jugar en la cancha Marte, escenario deportivo aledaño al Estadio Departamental Alfonso López. 

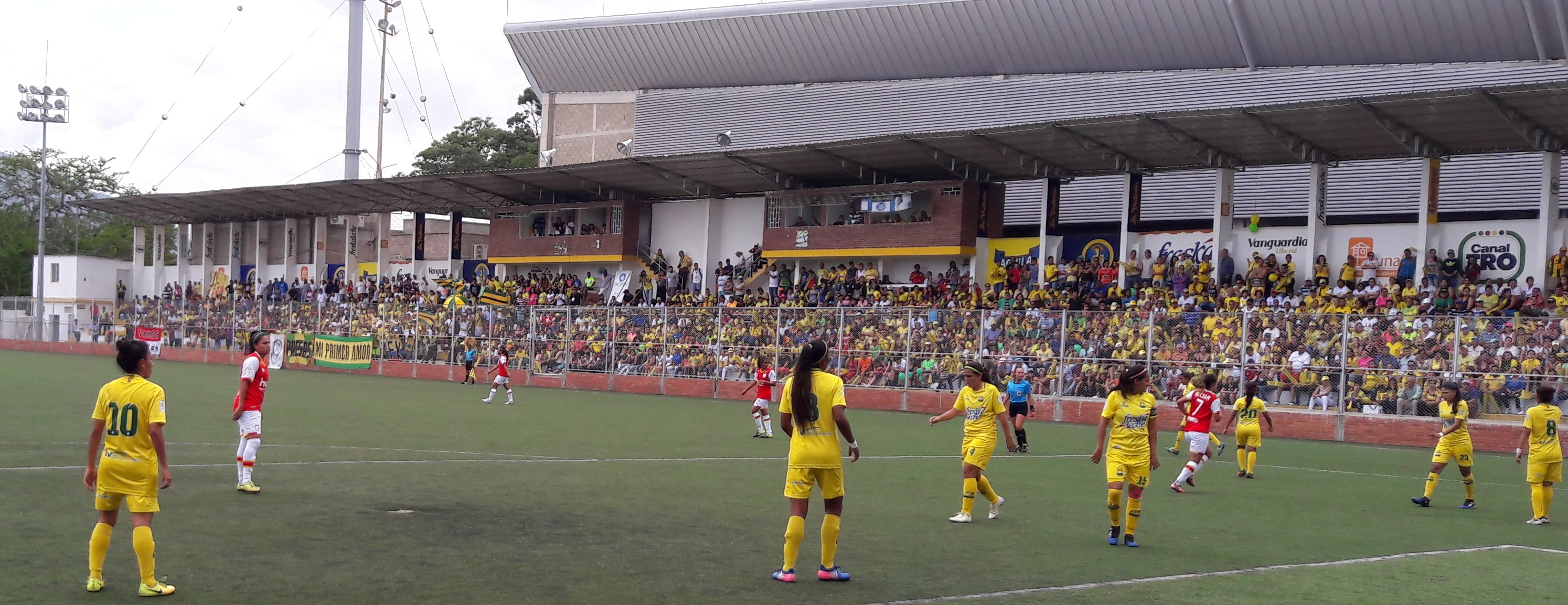
Cancha Marte, escenario deportivo en donde juegan 'Las Leopardas'.

Con una capacidad de 3.000 mil personas y césped sintético, el equipo auriverde disputó en la temporada 2017 todos sus encuentros de local en este recinto deportivo jugando en jornadas matutinas, logrando 5 victorias y tan solo 2 derrotas por la mínima diferencia.
A pesar de no jugar en el estadio principal de la ciudad como lo hace la mayoría de equipos del fútbol femenino en Colombia, la rentabilidad en taquilla, las dimensiones e infraestructura de la cancha se prestan para disputar los encuentros oficiales de la Liga Profesional Femenina. De tal forma, 'las auriverdes' no han jugado hasta la fecha ningún encuentro en el Estadio Alfonso López, como sí lo hace el equipo profesional masculino.
Si bien la cancha Marte desde sus inicios y hasta la fecha ha sido la sede principal de los partidos oficiales de Atlético Bucaramanga Femenino , el club de la 'ciudad bonita', suele entrenar en otras sedes del área metropolitana. Escenarios deportivos como la antigua cancha 'La Calavera' de Girón, el estadio Primero de Marzo de la Universidad Industrial de Santander y el estadio 'La Libertad' de Rionegro han sido los lugares que han recibido los entrenamientos y partidos amistosos del equipo profesional de mujeres de Bucaramanga.
Asimismo, el estadio Álvaro Gómez Hurtado ha sido sede secundaria de partidos oficiales de liga femenina, en el caso de que la cancha Marte esté siendo utilizada en otro evento deportivo, tal es el caso del encuentro disputado el 30 de abril de 2018, en donde ´las canarias' en la penúltima fecha de la Liga Profesional Femenina utilizaron el recinto deportivo ubicado en Floridablanca para auspiciar en condición de local. Dicho encuentro lo ganó Atlético Bucaramanga Femenino por un marcador de 1-0 a Alianza Petrolera con gol de la defensora Neidis Durán.

### Manuela González goleadora Liga Femenina 2017
Con sus dos goles a Real Santander, siete goles a Alianza Petrolera, dos goles a Orsomarso, un gol a Real Cartagena y un gol a Unión Magdalena; Manuela Gonzáles logró el Botín de Oro de la Liga Águila Femenina 2017 con trece anotaciones.

## Temporada 2018

### Partidos del Grupo A
Una nueva temporada comienza para las Leopardas y como todo nuevo año ingresan nuevas incorporaciones. Esta vez el cuerpo técnico del profesor Expencer Alexander Uribe trae como refuerzos a las jugadoras: Leury Basanta, Vimarest Díaz, Michel Rengifo, Nathalia Rodríguez y Levis Ramos. Asimismo tras un excelente año 2017 con las inferiores del Club Botín de Oro, el cuerpo decide ascender a varias juveniles para debutarlas en profesional.

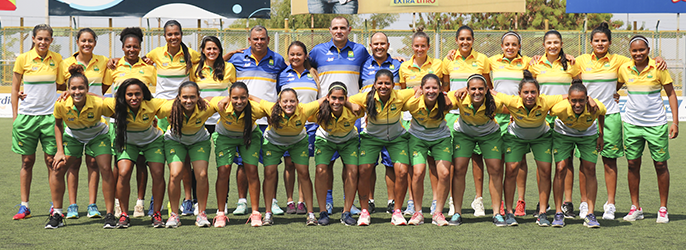
De izquierda a derecha (arriba): Micheel Rengifo, Andrea Vega, Leivis Ramos, Daniela Arias, Silvia Quintero, Expencer Uribe, Leidy Arenas,Óscar Serrano, Julio Ortiz, Angélica Pérez, Maria Rodríguez, Mayra Niño, Dayanna Zárate, Manuela González, Shirleth Sánchez. (abajo) Vimarest Díaz, Marlen Gallego,Nathalia Rodríguez, Paula Bayona, Nicol Camacho, Andrea Mendoza Cuy, Leury Basanta, Shaline Martínez, Neidis Durán, Nathalia Hernández y Wendy Cárdenas.

Según el sorteo de la Dimayor, Atlético Bucaramanga Femenino disputaría la fase de grupos con: Real Santander, Atlético Huila, Deportes Tolima, Cúcuta Deportivo y Alianza Petrolera. El fixture indicó que el primer partido de 'las Leopardas' era frente al Cúcuta, pero por cuestiones de logística el encuentro se aplazó. De esta forma el equipo debuta el 17 de febrero de 2018 frente a Deportes Tolima en la Cancha Marte. 
Ante la gran cantidad de ausencias por jugadoras lesionadas en el equipo, el cuerpo técnico de Atlético Bucaramanga decide habilitar a varias juveniles para este partido. Silvia Quintero por una hernia umbilical, Daniela Arias por un esguince y una sanción por cumplir tras una expulsión en el campeonato pasado fueron bajas importantes de la base del año pasado.
El partido terminó 0-0, siendo el primer empate en la historia de las Leopardas y también el primer encuentro sin goles en la Cancha Marte. 
Las nómina de jugadoras quienes hicieron parte del primer partido oficial de 2018 fueron:
Titulares: Micheel Rengifo; Mariu Rodríguez, Neidis Durán, Levis Ramos, Angélica Pérez; Nicol Camacho, Marlen Gallego, Nathalia Hernández, Nathalia Rodríguez; Wendy Cárdenas y Leury Basanta
Suplentes: Paula Bayona (sub-20), Andrea Mendoza (sub-20), Shaline Martínez (sub-20), Manuela González, Mayra Niño.
Para la tercera jornada, el combinado auriverde se enfrentó a Real Santander en el Álvaro Gómez Hurtado, las 'leopardas' lograron su primer triunfo del campeonato tras una victoria 2-1 con goles de Manuela González y Nathalia Rodríguez. Por el elenco albo marcó Andrea Angarita.

### La racha de derrotas consecutivas y la salida de Expencer Uribe
En la cuarta fecha Atlético Bucaramanga Femenino enfrentó a Alianza Petrolera en el Daniel Villa Zapata, en un encuentro con un bajo rendimiento de las jugadoras auriverdes. El marcador terminó a favor del equipo de Barrancabermeja tras un tanto de Xiomara Joya. 
Posteriormente, el equipo posee en su fixture dos partidos de local en la Cancha Marte para recuperar terreno en la tabla del Grupo A, pero nuevamente la falta de juego ofensivo y el bajo nivel de algunas jugadoras generan dos derrotas más por un marcador de 1-0.
En primer lugar, las dirigidas por Expencer Uribe recibían al Atlético Huila Femenino por la fecha quinta de la Liga Femenina. Tras un tiro libre de Yoreli Rincón, la defensora Daniela Arias anota en propia puerta otorgándole los tres puntos al conjunto 'opita´. A continuación en la fecha 6, en el Clásico del Oriente frente a Cúcuta, las 'leopardas' pierden tras un gol de media distancia de la jugadora Yipsi Ojeda.
Ante esta tres derrotas consecutivas por el mismo marcador, el 23 de marzo de 2018 las directivas del Club Atlético Bucaramanga oficializan la salida de la dirección técnica del profesor Expencer Alexander Uribe y brindarle temporalmente el cupo de director técnico encargado al estratega Adolfo León Holguín.
A pesar de la llegada de Holguín al plantel, el preparador físico de las 'leopardas' Julio César Ortiz, se encargó de terminar la temporada dirigiendo desde la raya. En la siguiente fecha el Atlético Bucaramanga se enfrentaba a Deportes Tolima en el Manuel Murillo Toro y terminó derrotado por un marcador de 3-2. Por el conjunto santandereano marcaron Nathalia Rodríguez y Leury Basanta.
La fecha número ocho determinaría una derrota para las canarias en la Cancha Marte por un marcador de 1-3 frente a Real Santander, con un tanto de Manuela González en el último minuto. De esta forma las santandereanas acumularían una racha de cinco derrotas consecutivas.

### Vuelve el triunfo tras una sequía de cinco partidos
La eliminación anticipada en el Grupo A de la Liga Águila Femenina solo generaba a las jugadoras del Atlético Bucaramanga un solo objetivo: terminar de manera decorosa el certamen. En su penúltimo partido frente a Alianza Petrolera en el Álvaro Gómez Hurtado, las dirigidas por Julio César Ortiz lograron obtener la victoria con un gol de la defensora Neidis Durán. Sin embargo, en la última fecha 'las leopardas' fueron derrotadas por el Atlético Huila por un marcador de 2-0.
Para el 29 de agosto de 2018 se anuncia la llegada de Víctor Hugo González como nuevo timonel de las 'leopardas' tras su paso por más de un lustro en el Real Santander disputando partidos en el Torneo Águila.

### Fin del convenio con Botín de Oro y el comienzo de un nuevo ciclo
Tras la llegada de Víctor Hugo González como nuevo director técnico del equipo, las directivas del club deciden realizar convocatorias para el 19 de septiembre de 2018 con el objetivo de organizar un nuevo equipo para la liga femenina 2019, dejando atrás el convenio con el Club Botín de Oro, institución dirigida por el profesor Expencer Alexander Uribe. De esta forma, se da por concluido el proceso de las jugadoras de las temporadas 2017 y 2018.

## Temporada 2019

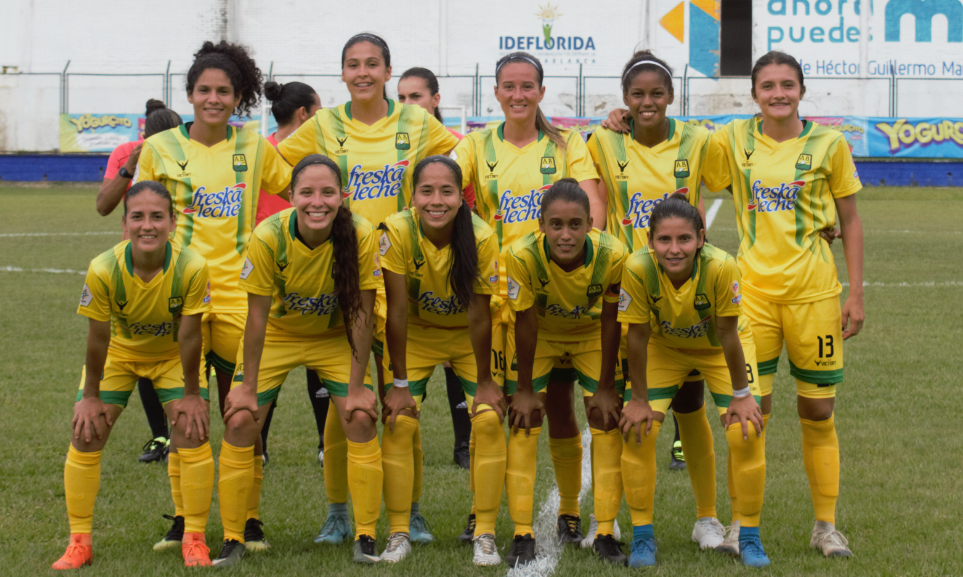
Atlético Bucaramanga Femenino 2019 en el Estadio Álvaro Gómez Hurtado

Tras un exhaustivo proceso de convocatorias para definir la plantilla definitiva del 2019, el cuerpo técnico de Atlético Bucaramanga decide dejar como base a solo cuatro jugadoras de la temporada anterior e incorporar nuevas caras de fútbol femenino en Santander y Venezuela, en las que se destacan Franyely Rodríguez, Thannya Ochoa, Lisol Castillo.
En el tercer campeonato de la Liga Femenina en Colombia (Liga Femenina Águila por cuestiones de patrocinio), Atlético Bucaramanga obtuvo su participación en el Grupo C del certamen junto con otros tres equipos participantes. Estos clubes son: Real San Andrés, Atlético Junior y Cúcuta Deportivo.

### Fase de grupos - Partidos de ida
El primer partido de las leopardas terminó en empate sin goles frente a Cúcuta Deportivo en el Álvaro Gómez Hurtado, en donde se destacó el gran dominio de posesión de balón de las auriverdes, pero sin concretar una opción de gol.
En el segundo encuentro Atlético Bucaramanga jugaría frente a Real San Andrés logrando un empate agridulce, tras ir ganando por un marcador de 2-0 con goles de Angélica Pérez de penal y Kelly Restrepo y dejándose igualar al final con un autgol de Melissa Morales y una anotación de Heidi Mosquera.
Para el tercer partido, las 'canarias' debían enfrentarse al club favorito del grupo; el Atlético Junior, quien entre sus filas figura la santandereana Yoreli Rincón. Las bumanguesas lograron ganar el encuentro con un contudente 2-0, gracias a las anotaciones de Angélica Pérez de penal y Andrea Angarita. Tras este resultado Atlético Bucaramanga lograba ubicarse en la segunda casilla del Grupo C.

### Fase de grupos - Partidos de vuelta
En el Metropolitano Roberto Meléndez el club de las 'leopardas' lograría un punto valioso tras lograr un empate sin goles frente al Atlético Junior, tras una destacada actuación de la portera Franyely Rodríguez.
Tras el valioso empate en la fecha anterior, Atlético Bucaramanga necesitaba de un triunfo en casa frente a Real San Andrés para lograr acercarse a uno de los ocho cupos de la siguiente fase. Sin embargo, las auriverdes solo lograron igualar 0-0 tras varios intentos claros de gol por parte de Kelly Restrepo, pero la definición y las buenas atajadas de Angélica 'la gata' Jaimes, no permitieron sumar de a tres comprometiendo la classificación del equipo.
Para la última fecha, Bucaramanga estaba obligada a ganar de visitante en el Estadio Gran Colombiano de Villa del Rosario y depender de una derrota de Junior en el Polideportivo Primero de Mayo de Girón para asegurar el liderato del grupo C. No obstante las dirigidas por Víctor Hugo González perdieron 1-0 con gol de la jugadora Andreína Lacruz, estableciendo su eliminación de la primera fase.

## Temporada 2020

### Pandemia del coronavirus afecta al plantel
Para la temporada 2020 para contener la pandemia de coronavirus adoptadas por el Gobierno nacional el 12 de marzo de 2020, la Dimayor tomó la decisión de suspender temporalmente todos sus campeonatos (entre ellos el campeonato femenino).
Pasaron 7 meses y 5 días de confinamiento tras las medidas del gobierno para aprobar el inicio de la Liga Femenina 2020. En este ocasión, tras un sorteo de los 13 equipos participantes, Atlético Bucaramanga fue destinado al Grupo C para disputar encuentros de ida y vuelta frente a: Atlético Nacional, Independiente Medellín y Real San Andrés.

### Fase de grupos - partido de ida
Antes de iniciar la primera fecha frente a Atlético Nacional, el plantel dirigido por Carlos Quintero fue afectado por la pandemia del coronavirus en donde dos de sus jugadoras fueron confirmadas como positivos para Covid-19, mientras que otras por cuestiones físicas no pudieron ser convocadas. El encuentro se disputó en el Estadio Municipal de Guarne, en donde el elenco de Atlético Nacional venció 3-0 a Atlético Bucaramanga con goles de la arquera Katherine Tapia y dos goles de Paula Botero. La delantera auriverde Kelly Restrepo tuvo una opción de gol que pegó en el horizontal y pudo ser el único tanto de la escuadra canaria.
Para el segundo encuentro, las dirigidas por Carlos Quintero enfrentaron al club más destacado del grupo, Independiente Medellín Formas Íntimas. El encuentro se disputó en Estadio Alfonso López  por primera vez en campeonatos del fútbol femenino. En esta ocasión el club auriverde cayó de local 0-2 con goles de Melissa Rivas y Diana Ospina. 
Para la tercera la fecha del torneo el plantel se vio afectado por la pandemia del coronavirus, generando siete casos positivos en jugadoras de la plantilla, cuerpo técnico, preparador físico y fisioterapia, determinando así la convocatoria de 12 jugadoras para el encuentro frente a Real San Andrés. En este partido 'las leopardas' consiguieron su tercera derrota consecutiva tras caer 1-2 frente a las 'isleñas' con un gol de tiro libre de Loren Sánchez a favor de las bumanguesas y anotaciones de Belkis Niño y Heidy Mosquera por parte de las albiazules. Días después se  haría oficial la salida del cuerpo técnico dirigido por Carlos Quintero.

### Fase de grupos - partidos de vuelta
La cuarta fecha de la Liga Femenina 2020 del Grupo C programó el segundo partido entre Atlético Bucaramanga y Real San Andrés en el Alfonso López. Esta vez el nuevo timonel Héctor Javier Rodríguez tuvo una mejor nómina tras los casos positivos de coronavirus de días anteriores y logró obtener la primera victoria del equipo tras los goles de María Paula Guzmán y Leidys Calvo, Real San Andrés logró anotar mediante la santandereana Nicol Camacho.
La quinta fecha del campeonato enfrentaba a Bucaramanga frente e Medellín en el estadio de Ditaires. En este encuentro las auriverdes saldrían derrotadas por un marcador de 4-2 tras los goles de Melissa Rivas, Laura Aguirre, Greicy Landázury y Diana Ospina para las locales, mientras que Melissa Morales y Leidys Calvo marcaron para las bumanguesas.
La última fecha del Grupo C fue disputada en el Estadio Alfonso López en donde Bucaramanga aún con posibilidades de clasificar recibió en su patio a Atlético Nacional. El encuentro terminó en goleada tras un marcador de 0-5 a favor de las visitantes con goles de Allison Pahuana, Laura Tamayo, Valeria Tangarife y Estefanía Cartagena en dos ocasiones. Tras este marcador el elenco de 'Las Leopardas' quedó eliminada en primera ronda por tercer año consecutivo.

## Temporada 2021

### Cambios en el timonel
Para la temporada 2021 el club auriverde contrató al estratega Andrés Fernando Parada para dirigir a las leopardas en la Liga Profesional Femenina 2021. Sin embargo, días antes de iniciar el primer compromiso el director técnico renuncia por circunstancias personales. Dicha novedad generó el cambio repentino de timonel interino de Oswaldo Franco y posteriormente del profesor Álvaro Diego Herrera.
En este ocasión, tras un sorteo de los 11 equipos participantes, Atlético Bucaramanga fue destinado al Grupo B para disputar encuentros de ida y vuelta frente a: Atlético Nacional, Independiente Medellín, Deportivo Cali, América de Cali y Real Santander.

## Datos del club
- Temporadas en Primera División: 4 (2017, 2018, 2019, 2020, 2021)
- Primer partido oficial: Atlético Bucaramanga vs Envigado FC el 19 de febrero del 2017.
- Mayor cantidad de goles anotados en un partido de primera división: Atlético Bucaramanga 4-0 Alianza Petrolera el 23 de abril del 2017.
- Mayor goleada en contra:  Atlético Bucaramanga 0-5 Atlético Nacional (Liga Femenina 2020)
- Mayor goleada encajada en casa: Atlético Bucaramanga 0 - 5 Atlético Nacional (2020)
- Mejor puesto en la liga: 4.º (temporada 2017)
- Peor puesto en la liga: 18.º - Quinto del grupo A  (temporada 2018)
- Mayor cantidad de puntos conseguidos: 21 pts (18 puntos en fase regular y 3 puntos en cuartos de final 2017)
- Menor cantidad de puntos conseguidos: 3 pts ( Temporada 2020 )
- Mayor cantidad de victorias: 7 (Liga Femenina 2017)
- Mayor cantidad de derrotas: 7 (Liga Femenina 2018)
- Jugadora con más partidos oficiales disputados en la historia del club: Wendy Cárdenas (27)
- Jugadora con más goles en una temporada de liga: Manuela González, 13 goles (2017)
- Jugadora con más goles anotados en la historia del club: Manuela González, 15 goles (2017-2018)
- Jugadora extranjera con más goles anotados en la historia del club: Leury Basanta (VEN), 1 gol.
- Primera jugadora en marcar con Atlético Bucaramanga Femenino: Manuela González, 26 de febrero de 2017. Minuto 18 frente a Real Santander
- Jugadora con más goles de tiro libre directo en el club: Silvia Quintero, 1 gol frente a Real Santander. Loren Sánchez, 1 gol frente a Real Santander.
- Guardameta con más porterías imbatidas: Adriana García, (4) Temporada 2017
- Entrenador con más partidos dirigidos: Expencer Alexander Uribe (19)

## Jugadoras

### Primera Plantilla Profesional de Atlético Bucaramanga Femenino Año 2017
- Jugadoras que se encuentran en fase de recuperación, por algún tipo de lesión.
- Jugadoras que fueron capitanes, en algún partido oficial.
- : Jugadora  que ha estado al servicio de la Selección Colombia.

## Plantilla 2018
Nómina de jugadoras permitidas por la Dimayor que actúan en la temporada 2018.
Los PJ y Goles, se refieren a todos los encuentros disputados y goles anotados de cada jugadora en toda la historia del Atlético Bucaramanga Femenino (2017-2018).
|    | Nac.                 | Nombre                    | Posición      | Edad    | PJ | Goles | Club Pro.                 |
| -- | -------------------- | ------------------------- | ------------- | ------- | -- | ----- | ------------------------- |
|    | Bandera de Colombia  | Adriana M. García         | Portera       | 37 años | 12 | 0     | Escuela Botín de Oro      |
| 1  | Bandera de Venezuela | Yolgrelis Micheel Rengifo | Portera       | 34 años | 10 | 0     | Estudiantes De Guárico FC |
| 22 | Bandera de Colombia  | Angélica Jaimes           | Portera       | 25 años | 0  | 0     | Escuela Botín de Oro      |
|    | Bandera de Colombia  | Karen Dayanna Guzmán      | Portera       | 24 años | 0  | 0     | Escuela Botín de Oro      |
| 27 | Bandera de Colombia  | Leivis Ramos              | Defensa       | 35 años | 9  | 0     | Real Cartagena            |
| 2  | Bandera de Colombia  | Shirleth Sánchez          | Defensa       | 24 años | 2  | 0     | Escuela Botín de Oro      |
| 4  | Bandera de Colombia  | Neidis Durán Jiménez      | Defensa       | 36 años | 19 | 2     | Escuela Botín de Oro      |
| 6  | Bandera de Venezuela | Mariu Rodríguez           | Defensa       | 30 años | 7  | 0     | Estudiantes De Guárico    |
| 3  | Bandera de Colombia  | Daniela Arias             | Defensa       | 30 años | 18 | 1     | Escuela Botín de Oro      |
| 21 | Bandera de Colombia  | Ingrid Juliana Pabón      | Defensa       | 40 años | 12 | 0     | Escuela Botín de Oro      |
|    | Bandera de Colombia  | Thairis Álvarez           | Defensa       | 29 años | 11 | 1     | Escuela Botín de Oro      |
| 5  | Bandera de Colombia  | Angélica Pérez            | Defensa       | 32 años | 9  | 0     | Escuela Botín de Oro      |
| 13 | Bandera de Colombia  | Andrea Vanessa Vega       | Defensa       | 30 años | 5  | 0     | Escuela Botín de Oro      |
|    | Bandera de Colombia  | Daniela Hernández         | Defensa       | 28 años | 0  | 0     | Escuela Botín de Oro      |
| 14 | Bandera de Colombia  | Andrea Mendoza            | Defensa       | 24 años | 8  | 0     | Escuela Botín de Oro      |
| 17 | Bandera de Venezuela | Nathalia Rodríguez        | Mediocampista | 35 años | 6  | 2     | Patriotas Boyacá          |
| 10 | Bandera de Colombia  | Nathalia Hernández        | Mediocampista | 28 años | 22 | 1     | Club La Redonda           |
| 20 | Bandera de Colombia  | Nicol J. Camacho          | Mediocampista | 25 años | 18 | 0     | Escuela Botín de Oro      |
| 24 | Bandera de Colombia  | Marlen Gallego de Ávila   | Mediocampista | 32 años | 6  | 0     | Valledupar                |
| 15 | Bandera de Colombia  | Silvia 'Nina' Quintero    | Mediocampista | 37 años | 20 | 1     | Escuela Botín de Oro      |
| 23 | Bandera de Venezuela | Dayanna María Zárate      | Mediocampista | 37 años | 12 | 0     | Venezuela                 |
| 18 | Bandera de Colombia  | Mayra Alejandra Niño      | Mediocampista | 32 años | 17 | 1     | Escuela Botín de Oro      |
| 26 | Bandera de Colombia  | Shaline Martínez          | Mediocampista | 26 años | 3  | 0     | Escuela Botín de Oro      |
| 11 | Bandera de Colombia  | Wendy D, Cárdenas Herrera | Mediocampista | 30 años | 21 | 1     | Club La Redonda           |
|    | Bandera de Venezuela | Andreína Peraza           | Mediocampista | 34 años | 7  | 0     | Valencia, Venezuela       |
| 19 | Bandera de Colombia  | Vimarest Díaz             | Mediocampista | 31 años | 8  | 0     | Venezuela                 |
| 7  | Bandera de Venezuela | Leury Basanta             | Delantera     | 32 años | 8  | 1     | Estudiantes De Guárico    |
| 16 | Bandera de Colombia  | Belkis Niño               | Delantera     | 24 años | 0  | 0     | Escuela Botín de Oro      |
| 25 | Bandera de Colombia  | Paula Bayona              | Delantera     | 24 años | 2  | 0     | Escuela Botín de Oro      |
| 9  | Bandera de Colombia  | Manuela González          | Delantera     | 29 años | 19 | 15    | Escuela Botín de Oro      |
| DT | Bandera de Colombia  | Julio César Ortiz Guarín  | Entrenador    | -       |    |       |                           |

| Nombre                       | Cargo             | Fecha de Nacimiento     | Nacionalidad | Temporadas  |
| ---------------------------- | ----------------- | ----------------------- | ------------ | ----------- |
| Julio César Ortiz Guarin     | Preparador Físico | 9 de julio de 1985      | Colombiana   | 2017 - 2018 |
| Jhon Jairo Acevedo Nieto     | Médico            | 7 de febrero de 1964    | Colombiana   | 2017 - 2018 |
| Omar Duran Castro            | Kinesiólogo       | 18 de agosto de 1979    | Colombiana   | 2017        |
| Leidy Marcela Arenas Guevara | Kinesióloga       | 8 de noviembre de 1988  | Colombiana   | 2018        |
| Enrique Delgado Castro       | Gerente           | 7 de septiembre de 1974 | Colombiana   | 2017        |
| Fabián A. Duarte Barrera     | Delegado          | 9 de septiembre de 1987 | Colombiana   | 2017        |

- Jugadoras que se encuentran en fase de recuperación, por algún tipo de lesión.
- Jugadora a servicio de la Selección Argentina.

## Plantilla 2019
Nómina de jugadoras permitidas por la Dimayor que actúan en la temporada 2019.
Los PJ y Goles, se refieren a todos los encuentros disputados y goles anotados de cada jugadora en toda la historia del Atlético Bucaramanga Femenino (2017-2019).
|    | Nac.                 | Nombre                    | Posición      | Edad    | PJ | Goles | Club Pro.            |
| -- | -------------------- | ------------------------- | ------------- | ------- | -- | ----- | -------------------- |
| 1  | Bandera de Venezuela | Franyely Sarahi Rodríguez | Portera       | 27 años | 1  | 0     | Flor de Patria       |
|    | Bandera de Venezuela | Thannya Dubrayeskha Ochoa | Portera       | 25 años | 0  | 0     |                      |
| 2  | Bandera de Colombia  | Melissa Morales           | Defensa       | 29 años | 0  | 0     |                      |
|    | Bandera de Colombia  | Daniela Díaz              | Defensa       | 26 años | 0  | 0     |                      |
|    | Bandera de Colombia  | Angélica Liliana Jerez    | Defensa       | 26 años | 0  | 0     |                      |
|    | Bandera de Colombia  | Lisol Castillo            | Defensa       | 30 años | 0  | 0     |                      |
| 3  | Bandera de Colombia  | Geraldyne Saavedra        | Defensa       | 27 años | 0  | 0     |                      |
|    | Bandera de Venezuela | Angie Rueda               | Defensa       | 30 años | 0  | 0     |                      |
| 5  | Bandera de Colombia  | Angélica Pérez            | Defensa       | 30 años | 10 | 0     | Escuela Botín de Oro |
| 21 | Bandera de Colombia  | Ingrid Juliana Pabón      | Defensa       | 40 años | 13 | 0     | Escuela Botín de Oro |
|    | Bandera de Colombia  | Thairis Álvarez           | Defensa       | 29 años | 11 | 1     | Escuela Botín de Oro |
| 17 | Bandera de Venezuela | Andrea Nathalia Rodríguez | Mediocampista | 28 años | 7  | 2     | Patriotas Boyacá     |
| 8  | Bandera de Colombia  | Sara Vargas               | Mediocampista | 25 años | 0  | 0     |                      |
| 8  | Bandera de Colombia  | Ginna Suárez              | Mediocampista | 24 años | 0  | 0     |                      |
|    | Bandera de Colombia  | Karent Romero             | Mediocampista | 31 años | 0  | 0     |                      |
| 10 | Bandera de Venezuela | María Paola Guzmán        | Mediocampista | 28 años | 0  | 0     |                      |
| 16 | Bandera de Colombia  | Sandra González           | Mediocampista | 25 años | 0  | 0     |                      |
| 11 | Bandera de Colombia  | Wendy D, Cárdenas Herrera | Mediocampista | 30 años | 22 | 1     | Club La Redonda      |
|    | Bandera de Venezuela | Andrea Angarita           | Delantera     | 31 años | 0  | 0     |                      |
|    | Bandera de Venezuela | Valentina Garnica         | Delantera     | 23 años | 0  | 0     |                      |
|    | Bandera de Venezuela | Sharik Jalabe Marín       | Delantera     | 25 años | 0  | 0     |                      |
| 9  | Bandera de Colombia  | Kelly Restrepo            | Delantera     | 25 años | 0  | 0     |                      |
| DT | Bandera de Colombia  | Víctor Hugo González      | Entrenador    | 52 años |    |       |                      |

| Nombre                        | Cargo             | Fecha de Nacimiento      | Nacionalidad | Temporadas |
| ----------------------------- | ----------------- | ------------------------ | ------------ | ---------- |
| Iván Mauricio Niño            | Preparador Físico | 23 de diciembre de 1991  | Colombiana   |            |
| Germán Alberto Jaimes Jaimes  | Médico            | 24 de junio de 1976      | Colombiana   |            |
| Julián Ricardo Bahamon Porras | Kinesiólogo       | 28 de septiembre de 1991 | Colombiana   |            |

- Jugadoras que se encuentran en fase de recuperación, por algún tipo de lesión.
- Jugadora a servicio de la Selección Argentina.

## Plantilla 2020
Nómina de jugadoras permitidas por la Dimayor que actúan en la temporada 2019.
Los PJ y Goles, se refieren a todos los encuentros disputados y goles anotados de cada jugadora en toda la historia del Atlético Bucaramanga Femenino (2017-2019).
|    | Nac.                 | Nombre                     | Posición      | Edad    | PJ | Goles | Club Pro.            |
| -- | -------------------- | -------------------------- | ------------- | ------- | -- | ----- | -------------------- |
| 12 | Bandera de Colombia  | Erika Johana Montañez      | Portera       | 27 años | 1  | 0     | Real Cartagena       |
| 2  | Bandera de Colombia  | Melissa Morales            | Defensa       | 29 años | 0  | 0     |                      |
| 13 | Bandera de Colombia  | Lesly Daniela Díaz Ortiz   | Defensa       | 26 años | 0  | 0     |                      |
| 29 | Bandera de Colombia  | Karen Elena Urrutia Bedoya | Defensa       | 26 años | 0  | 0     |                      |
| 15 | Bandera de Colombia  | Lisol Castillo             | Defensa       | 30 años | 0  | 0     |                      |
|    | Bandera de Colombia  | Sindy Katherine Vega       | Defensa       | 27 años | 0  | 0     |                      |
| 21 | Bandera de Colombia  | Ingrid Juliana Pabón       | Defensa       | 40 años | 13 | 0     | Escuela Botín de Oro |
|    | Bandera de Colombia  | María Eugenia Rodríguez    | Defensa       | 40 años | 13 | 0     | Escuela Botín de Oro |
| 25 | Bandera de Colombia  | Dina Luz Sotomayor         | Defensa       | 40 años | 13 | 0     | Escuela Botín de Oro |
| 6  | Bandera de Venezuela | Mariu Rodríguez            | Mediocampista | 30 años | 10 | 1     | Santiago Morning     |
| 11 | Bandera de Venezuela | María Martínez             | Mediocampista | 28 años | 7  | 2     | Patriotas Boyacá     |
| 8  | Bandera de Colombia  | Sara Vargas                | Mediocampista | 25 años | 0  | 0     |                      |
| 17 | Bandera de Colombia  | Loren Yanid Sánchez        | Mediocampista | 24 años | 0  | 0     |                      |
| 16 | Bandera de Venezuela | Sandra González            | Delantera     | 31 años | 0  | 0     |                      |
| 14 | Bandera de Venezuela | Valentina Garnica          | Delantera     | 23 años | 0  | 0     |                      |
| 7  | Bandera de Venezuela | Laura Yulieth Cristiano    | Delantera     | 25 años | 0  | 0     |                      |
| 9  | Bandera de Colombia  | Kelly Restrepo             | Delantera     | 25 años | 0  | 0     |                      |
| DT | Bandera de Colombia  | Carlos A. Quintero         | Entrenador    | 58 años |    |       |                      |

| Nombre                   | Cargo             | Fecha de Nacimiento     | Nacionalidad | Temporadas |
| ------------------------ | ----------------- | ----------------------- | ------------ | ---------- |
| Iván Mauricio Niño       | Preparador Físico | 23 de diciembre de 1991 | Colombiana   |            |
| Jhon Jairo Acevedo Nieto | Médico            | 7 de febrero de 1964    | Colombiana   |            |
| Leidy Marcela Arenas     | Kinesióloga       | 8 de noviembre de 1988  | Colombiana   |            |

- Jugadoras que se encuentran en fase de recuperación, por algún tipo de lesión.
- Jugadora a servicio de la Selección Argentina.

## Entrenadores de Atlético Bucaramanga Femenino

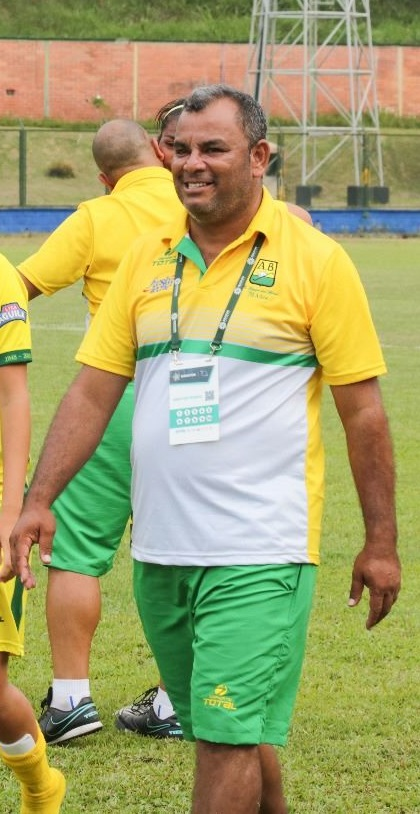
Expencer Alexander Uribe Rodriguez

El primer técnico del Atlético Bucaramanga Femenino fue Expencer Alexander Uribe, estratega del fútbol femenino reconocido en el departamento de Santander por dirigir las categorías infantiles y prejuveniles del fútbol femenino. Además de ser el timonel del Club Botín de Oro, escuela de formación del fútbol femenino con origen en Girón.
Para diciembre de 2016, el presidente de Atlético Bucaramanga Óscar Álvarez tuvo una reunión con Uribe para formar convenio entre Club Botin de Oro y Atlético Bucaramanga para fundar el equipo profesional de mujeres con el fin de disputar el certamen de la Liga Águila Femenina 2017.
El primer campeonato del Fútbol Profesional Femenino en Colombia para Expencer Uribe con Atlético Bucaramanga fue sobresaliente, debido a que sus dirigidas lograron llegar a las semifinales de dicho evento. Logró conformar un grupo de jugadoras con una dinámica explosiva bajo el liderazgo de su delantera Manuela González, quien terminó siendo la goleadora del primer certamen de la Liga Profesional Femenina . Además convirtió en fortín la cancha Marte, obteniendo cinco victorias y dos derrotas, 13 goles a favor y 3 en contra.
Para el 2018, Expencer Uribe traería como refuerzos a: Leury Basanta, Vimarest Díaz, Micheel Rengifo, Nathalia Rodríguez y Leivis Ramos. No obstante, tras cinco fechas y con solo cuatro puntos en la tabla de posiciones, sumado al bajo rendimiento del equipo, las directivas del club decidieron terminar su vínculo como director técnico para el 23 de marzo de ese mismo año.
Tras la salida de Uribe, Atlético Bucaramanga nombra a Adolfo León Holguín como técnico encargado de las 'leopardas'. Sin embargo, quien termina dirigiendo el equipo por cuestiones de conocimiento y experiencia en fútbol femenino es el preparador físico Julio César Ortiz.
Tras terminar el campeonato en la penúltima casilla del grupo A, el 29 de agosto de 2018, se anuncia la llegada de Víctor Hugo González e Iván Mauricio Niño para dirigir al equipo auriverde.
Listado de todos los entrenadores en la historia del club.
| Año  | Desde                  | Hasta                   | Técnico                                         | PG | PE | PP | Dirigidos |
| ---- | ---------------------- | ----------------------- | ----------------------------------------------- | -- | -- | -- | --------- |
| 2017 | 19 de febrero de 2017  | 15 de junio de 2017     | Expencer Alexander Uribe                        | 7  | 0  | 7  | 14        |
| 2018 | 17 de febrero de 2018  | 23 de marzo de 2018     | Expencer Alexander Uribe                        | 1  | 1  | 3  | 5         |
| 2018 | 23 de marzo de 2018    | 5 de mayo de 2018       | Julio César Ortiz Guarín y Adolfo León Holguín* | 1  | 0  | 4  | 5         |
| 2019 | 13 de julio de 2019    | 18 de agosto de 2019    | Víctor Hugo González                            | 1  | 4  | 1  | 6         |
| 2020 | 17 de octubre de 2020  | 30 de octubre de 2020   | Carlos Quintero                                 | 0  | 0  | 3  | 3         |
| 2020 | 9 de noviembre de 2020 | 20 de noviembre de 2020 | Héctor Javier Rodríguez                         | 1  | 0  | 2  | 3         |
| 2021 | No debutó              | -                       | Andrés Fernando Parada                          | 0  | 0  | 0  | 0         |
| 2021 | 12 de julio de 2021    | 12 de julio de 2021     | Oswaldo Franco Herrera                          | 0  | 0  | 1  | 1         |
| 2021 | 16 de julio de 2021    | 29 de agosto de 2021    | Álvaro Diego Herrera                            | 0  | 0  | 9  | 9         |
| 2022 | 18 de febrero de 2022  | -                       | Álvaro Pérez                                    | 1  | 0  | 2  | 3         |

Datos actualizados al último partido jugado del club.. El tiempo abarca desde inicio de Liga Femenina hasta su culminación. No se tienen en cuenta el periodo de pre-temporadas
* Julio César Ortiz dirigió los partidos restantes de la Liga Femenina 2018 con apoyo de Adolfo León Holguín.

## Estadísticas Generales del Equipo

### Goleadoras históricas
Se hace referencia al número de partidos jugados y total de goles marcados con el club en todos los torneos oficiales en que este participe;
| N.º                                       | Nac.                 | Nombre                     | Posición      | Participaciones | Goles |
| ----------------------------------------- | -------------------- | -------------------------- | ------------- | --------------- | ----- |
| 1.                                        | Bandera de Colombia  | Manuela González           | Delantera     | 19              | 15    |
| 2.                                        | Bandera de Colombia  | Nathalia Rodríguez         | Mediocampista | 11              | 2     |
| 2.                                        | Bandera de Colombia  | Angélica Pérez             | Defensa       | 15              | 2     |
| 2.                                        | Bandera de Colombia  | Neidis Durán               | Defensa       | 19              | 2     |
| 2.                                        | Bandera de Colombia  | Ledys Esther Calvo Navarro | Delantera     | 4               | 2     |
| 4.                                        | Bandera de Colombia  | Wendy Cárdenas             | Delantera     | 27              | 1     |
| 5.                                        | Bandera de Colombia  | Silvia Quintero            | Mediocampista | 20              | 1     |
| 6.                                        | Bandera de Colombia  | Nathalia Hernández         | Mediocampista | 22              | 1     |
| 7.                                        | Bandera de Colombia  | Mayra Niño                 | Mediocampista | 17              | 1     |
| 8.                                        | Bandera de Colombia  | Thairis Álvarez            | Defensa       | 15              | 1     |
| 9.                                        | Bandera de Colombia  | Daniela Arias              | Defensa       | 18              | 1     |
| 10.                                       | Bandera de Venezuela | Leury Basanta              | Delantera     | 8               | 1     |
| Última actualización: 18 de julio de 2021 |                      |                            |               |                 |       |

### Jugadoras con más partidos oficiales en Atlético Bucaramanga
| Máximas Participaciones                   | Máximas Participaciones        | Máximas Participaciones | Máximas Participaciones |
| N.º                                       | Futbolista                     | Posición                | Partidos                |
| ----------------------------------------- | ------------------------------ | ----------------------- | ----------------------- |
| 1.                                        | Wendy D. Cárdenas Herrera      | Mediocampista           | 27                      |
| 2.                                        | Nathalia Hernández Lagos       | Mediocampista           | 22                      |
| 3                                         | Silvia 'Nina' Quintero Veloza  | Mediocampista           | 20                      |
| 4                                         | Manuela González               | Delantera               | 19                      |
| 5                                         | Neidis Durán Jiménez           | Defensa                 | 19                      |
| 6                                         | Daniela Arias                  | Defensa                 | 18                      |
| 7                                         | Nicol Julieth Camacho Ariza    | Mediocampista           | 18                      |
| 8                                         | Mayra Alejandra Niño C.        | Mediocampista           | 17                      |
| 9                                         | Ingrid Juliana Pabón           | Defensa                 | 17                      |
| 10                                        | Thairis Álvarez                | Defensa                 | 15                      |
| 11                                        | Angélica Pérez                 | Defensa                 | 15                      |
| 12                                        | Irma Lizeth Castillo Solano    | Delantera               | 13                      |
| 13                                        | Adriana Marcela García V.      | Portera                 | 12                      |
| 14                                        | Kelly Restrepo                 | Delantera               | 12                      |
| 15                                        | Dayanna María Zárate Gutiérrez | Defensa                 | 12                      |
| Última Actualización: 18 de julio de 2021 |                                |                         |                         |

### Máxima goleadora por temporada
A continuación se listan las máximas goleadoras del equipo en las últimas temporadas.
| Temporada | Jugador                                | Competiciones             | Goles | Partidos | Promedio |
| --------- | -------------------------------------- | ------------------------- | ----- | -------- | -------- |
| 2017      | Manuela González                       | Liga Águila Femenina 2017 | 13    | 12       | 1.08     |
| 2018      | Manuela González y Nathalia Rodríguez* | Liga Águila Femenina 2018 | 2     | 6        | 0.33     |
| 2019      | Angélica Pérez                         | Liga Femenina 2019        | 2     | 6        | 0.33     |
| 2020      | Ledys Esther Calvo Navarro             | Liga Femenina 2020        | 2     | 4        | 0.50     |
| 2021      |                                        |                           |       |          |          |
| 2022      |                                        |                           |       |          |          |
| 2023      |                                        |                           |       |          |          |
| 2024      |                                        |                           |       |          |          |
| 2025      |                                        |                           |       |          |          |

Datos actualizados al último partido jugado el 20 de mayo de 2018. No se tienen en cuenta lows partidos amistosos.
* Nathalia Rodriguez tuvo mejor promedio de gol que Manuela González. La primera disputó 6 partidos y la segunda 7 encuentros. Por tal razón los datos son de Nathalia Rodríguez.
 Obtuvo la bota de oro en la Liga Águila Femenina

### Tripletes oficiales
Manuela González es la jugadora con más tripletes en competiciones oficiales del club. Estos tripletes los ha realizado en dos oportunidades enfrentando a Alianza Petrolera en la temporada 2017. Cabe resaltar que uno de esos encuentros marcó cuatro dianas, por lo cual se cuenta también como póker.
Nota: no se incluyen los tripletes anotados en partido no oficial.
| Jugadora         | Tripletes | (Liga) | (Otros) |
| ---------------- | --------- | ------ | ------- |
| Manuela González | 2         | 2      | 0       |

Datos actualizados al último partido jugado el 29 de abril de 2018.